# Morjanci
Morjanci (bułg. Морянци) – wieś w Bułgarii, w obwodzie Kyrdżali, w gminie Krumowgrad. W 2024 roku liczyła 191 mieszkańców.